# 배천 유씨
배천 유씨(白川劉氏)는 황해남도 배천군을 본관으로 하는 한국의 성씨이다.

## 역사
《을묘보(乙卯譜)》에 의하면, 거창 유씨(巨昌劉氏)의 시조 유전(劉荃)은 송나라 사람으로 한림학사(翰林學士)와 병부상서(兵部尙書)를 지냈다. 유전이 한태조(漢太祖) 고황제(高皇帝)의 40세손으로 왕안석(王安石)에게 간언하다가 고려 문종 때인 1082년 고려에 들어와 영일군(迎日郡)에 세거하였다고 한다.
유전(劉荃)의 8세손인 유국추(劉國樞)는 고려조에서 도첨의평리(都僉議評理)를 지내며 나라에 공(功)을 세워 문하시중평장사(門下侍中平章事)에 추증되고 배천군(白川君)에 추봉(追封)되자 거창 유씨(居昌劉氏)에서 분적(分籍)하여 본관(本貫)을 배천(白川)으로 하게 되었다.

## 본관
배천(白川)은 황해남도 배천군 일대의 지명으로 고구려 때 도랍현(刀臘縣) 또는 치악성(雉嶽城)이라 하였다. 신라 경덕왕 때는 구택현(雊澤縣)으로 개편하여 해고군(海皐郡)가 관할하였다. 고려 초에 백주(白州)로 바뀌어 개흥부‧충익현‧부흥군 등으로 불리다가 의종 때 개흥부지사로 승격되었다. 1369년(공민왕 18) 다시 백주로 환원되었다. 1413년(태종 13) 배천군으로 개칭되었다. 1915년 연안군(延安郡)과 병합하여 연백군이 되었다가 1952년 연안군과 배천군으로 다시 나누어졌다.

## 인물
- 유석(劉碩, 1094년 ∼ 1155년) : 고려 중기의 문신. 본관은 백주(白州)이다. 전중내급사(殿中內給事)를 지낸 한영(漢英)의 손자이며, 아버지는 사재주부(司宰主簿)를 지냈다. 성품은 온량공검(溫良恭儉)하였으며 학문을 좋아하였다. 7, 8세부터 글을 알았으며 자라서는 육경(六經) 및 제자백가에 통달하였다. 과거에 급제하여 초임으로 양온승(良醞丞)으로서 함종현위(咸從縣尉)에 임명되었다. 유능하여 정치적 업적이 많았다는 평을 들었다. 기한이 차자 시합문지후 전중내급사 상의주부(試閤門祗候殿中內給事尙衣注簿)·상서예부원외랑 기거랑(尙書禮部員外郎起居郎) 등의 내관직(內官職)을 역임하였다. 1146년 의종이 즉위하자 내시직에 들어가 장주사(掌奏事)를 맡았다. 1147년(의종 1)부터 상서예부낭중(尙書禮部郎中)·추밀원우부승선 지병부사(樞密院右副承宣知兵部事)·추밀원지주사 사재경(樞密院知奏事司宰卿)·국자감대사성(國子監大司成) 및 산기상시 보문각학사(散騎常侍寶文閣學士) 등을 역임하였다.
- 유정복 : 인천광역시장

## 과거 급제자
배천 유씨는 조선시대 문과 급제자 3명을 배출하였다.
문과
유원식(劉元植) 유중식(劉中植) 유한충(劉漢忠)
무과
유경채(劉慶采) 유계흥(劉繼興) 유대신(劉大信) 유도원(劉道源) 유두문(劉斗文)
유득량(劉得良) 유만영(劉萬英) 유명홍(劉命弘) 유백령(劉栢齡) 유복량(劉福良)
유봉익(劉奉益) 유성남(劉成男) 유승택(劉承澤) 유신원(劉信元) 유인립(劉仁立)
유일(劉逸) 유정견(劉廷堅) 유종후(劉宗後) 유진호(劉震豪) 유필주(劉弼柱)
유한주(劉漢柱) 유환준(劉煥駿) 유흘(劉忔) 유흥한(劉興漢)
생원시
유덕관(劉德觀) 유덕서(劉德瑞) 유봉조(劉鳳祖) 유영환(劉英煥) 유이풍(劉以豊)
유제성(劉濟成) 유흥진(劉興震)
진사시
유덕황(劉德璜) 유도성(劉道成) 유세우(劉世宇) 유수평(劉秀平) 유승조(劉承祖)
유여휘(劉汝彙) 유응기(劉應基) 유이식(劉利植)

## 인구
- 1985년 2,123가구 8,910명
- 2000년 2,051가구 6,573명

## 같이 보기
- 거창 유씨
- 강릉 유씨
- 충주 유씨